# Emilie Haspels
Caroline Henriette Emilie Haspels (15 septembre 1894—25 décembre 1980) est une archéologue classique néerlandaise et pionnière de l'archéologie anatolienne.

## Biographie
Emilie Haspels est la fille de George Frans Haspels (1864-1916), pasteur et écrivain, et de Constantia Charlotte Kleyn van Brandes (1867-1930). En 1901, la famille s'installe à Kralingen, d'où Emilie se rend au Marnix Gymnasium de Rotterdam (1906-1912). Après avoir obtenu son diplôme, elle a étudié les langues classiques avec l'archéologie et l'histoire ancienne comme matières secondaires à l'université d'Amsterdam (1913-1923). En 1923, Haspels devient professeur de langues classiques au Christelijk Lyceum de Zutphen.
De 1924 à 1926, elle rend visite à des parents en Chine, puis voyage au Japon et aux États-Unis. De retour aux Pays-Bas, elle a travaillé entre 1926 et 1928 comme professeur de langues classiques dans un lycée de filles à Utrecht. En 1928, elle décide de poursuivre ses études en archéologie et, grâce à une bourse de voyage du Fonds d'études philologiques et à ses propres économies, elle entame une thèse sur le raccourcissement de la perspective dans la peinture de vases grecs. À cet effet, elle a visité diverses collections archéologiques en Europe. À Oxford, alors principal centre de recherche sur la céramique grecque, elle assiste à des conférences avec Sir John Beazley, le fondateur de l'étude de la peinture sur vase grecque. Elle a choisi les lécythènes attiques à figures noires (bouteilles d'huile) comme sujet de ses recherches.
Entre 1929 et 1937, Haspels a vécu à Athènes, où elle était un « membre étranger » de l'École française d'Athènes. Elle a participé aux fouilles organisées par les instituts français, anglais et allemand d'Athènes, dirigées par Winifred Lamb sur Lesbos et Chios, Humfry Payne sur Perachora, Ernst Buschor sur Samos, Pierre Devambez sur Thasos, Walter Heurtley sur Ithaca et Joseph Chamonard sur Delos. En 1934, Haspels est chargé des fouilles françaises sur Thasos.
En 1935, Haspels obtient son doctorat grâce à une thèse intitulée Contribution à l'étude de la figure noire attique. Ce travail a été publié par l'École française d'Athènes sous le titre Attic Black-Figured Lekythoi et a reçu le prix Ambatiélos un an plus tard. Il est toujours considéré comme un ouvrage de référence en la matière. À l'invitation de l'Institut archéologique français d'Istanbul, en Turquie, Haspels a mené cinq campagnes de fouilles à Midasstad (Yazılıkaya) dans le centre de la Turquie entre 1937 et 1939.
Au cours de la dernière campagne, la Seconde Guerre mondiale a éclaté et Haspels n'a pas pu retourner aux Pays-Bas. En plus d'une nomination mineure en tant que chargée de cours à l'Université d'Istanbul, elle a travaillé comme bibliothécaire à l'American Girls 'Lyceum et comme traductrice au département de la guerre du consulat américain à Istanbul. Faute de matériel pédagogique adéquat sur la céramique grecque, elle a écrit un manuel à ce sujet, qui a été traduit en 1946 par son élève, Aşkıdil Akarca, et publié par l'Université d'Istanbul. Dans le même temps, Haspels a travaillé sur l'élaboration des découvertes de fouilles de la ville de Midas dont les résultats ont été publiés en 1951. Après la guerre, Haspels rentre aux Pays-Bas et, en 1946, est nommé à la chaire d'archéologie classique de l'Université d'Amsterdam. Elle est également nommée directrice du musée Allard-Pierson.
Elle a également participé à des enquêtes et des recherches sur le terrain en Phrygie (1946-1958). Entre 1946 et 1958, Haspels entreprit quatre expéditions dans les hautes terres phrygiennes. Elle a documenté les monuments rupestres et autres vestiges de la période phrygienne et ultérieure. En 1960, elle devient membre de l'Académie royale des arts et des sciences des Pays-Bas. En 1950-1951, elle est chercheuse invitée à l'Institute for Advanced Study de Princeton. En 1965, Haspels prend sa retraite et reçoit la décoration de Chevalier dans l'Ordre du Lion des Pays-Bas. Les résultats de ses recherches dans les hautes terres phrygiennes sont apparus en 1971 et cette publication est toujours considérée à ce jour comme la seule étude complète au sujet de cette zone.
Emilie Haspels est décédée le 25 décembre 1980 à Capelle aan den IJssel. Elle a été inhumée dans le tombeau familial au cimetière protestant de Hillegersberg.

## Publications notables
- Contribution à l'étude de l'art attique à figures noires, Nijkerk, 1935.
- Lécythe attique à figures noires, Paris, 1936.
- (tr) Eski Yunan Boyalı keramiği (trad. Aşkıdil Akarca), Istanbul, 1946.
- « La Cité de Midas. Céramique et trouvailles diverses. », Phrygie : exploration archéologique, Paris, vol. 4, t. III,‎ 1951-1952.
- Les Hautes Terres de Phrygie, Princeton, New Jersey, 1971, chap. 2.
- (en) I am the Last of the Travelers : Midas City Excavations and Surveys in the Highlands of Phrygia, Istanbul, D. Berndt avec des contributions de H. Çambel, 2012.
- L'intérieur de l'Asie mineure et le déroulement de son contact avec le surhumain, Nouvelle série 43, 1980, chap. 4, p. 79-103.